# Kantonnement
Et kantonnement (fra (fransk) canton; distrikt) er et område, hvor soldater er indkvarteret hos private. Indkvarteringen foregår i bygninger i modsætning til indkvartering i bivuak, hvor der overnattes under åben himmel.
Spredt kantonnement anvendes i fredstid med få mand pr. gård, med kost. Sammentrængt kantonnement anvendes i krigstid eller under krigsmæssige øvelser. Her er der mange mand pr. gård og tropperne er selvforsynende.